# 이공신
이공신(李公信, ? ~ 1505년)은 조선의 환관이며, 환관 김처선의 양자이다.

## 생애
1478년 강희맹, 현석규 등의 대신들을 모함하는 익명서 사건의 혐의자로 지목되어 의금부에서 추국당하였다. 연산군대에 들어와 금주령을 위반한 죄로 다른 내관들과 함께 장100에 유배형을 받고 영구히 삭탈관작 되었으나 이어 복직하였다. 그 뒤에도 여러 차례 명을 어겼다는 죄목으로 태형(笞刑)을 당하였다. 그러던 중 1505년 김처선이 취중을 빙자하여 연산군에게 규간하는 말을 하자 왕이 노하여 친히 칼로 수족을 베고 활을 쏘았다. 이 사건으로 처선과 그의 양자 공신도 함께 궁중에서 죽었다. 공신의 처는 내사복시에 정역시키고, 아들 이갹답은 제주도로 보내 종으로 삼았다.

## 이공신이 등장한 작품
- 이현 - 왕과 나 SBS 드라마 2007년

## 같이 보기
- 김처선
- 연산군
- 김자원